# 1997 في العراق
فيما يلي قوائم الأحداث التي وقعت خلال عام 1997 في العراق.

## سياسة

### تعيين في المنصب
- 1 يناير – عبد الجبار توفيق البياتي وزير التعليم العالي والبحث العلمي.

## مواليد

### مارس
- 12 مارس – أمجد عطوان لاعب كرة قدم عراقي.

### أبريل
- 2 أبريل – مازن فياض لاعب كرة قدم عراقي.

### أكتوبر
- 6 أكتوبر – وليد كريم علي لاعب كرة قدم عراقي.

## وفيات

### يناير
- 1 يناير – طالب الشبيب (مواليد 1934) سياسي عراقي.
- 1 يناير – عاتكة الخزرجي (مواليد 1924) شاعرة عراقية.
- 1 يناير – محمود بابان (مواليد 1920)

### مايو
- 24 مايو – محمد فاضل الجمالي (مواليد 1903) وزير ومفكر ومؤلف وكاتب سياسي عراقي، شغل منصب رئيس وزراء العراق بين 1953-1954.

### يوليو
- 27 يوليو – محمد مهدي الجواهري (مواليد 1899) محمد مهدی جواهری.

### سبتمبر
- 28 سبتمبر – منير بشير (مواليد 1930) موسيقي عراقي.